# Plusia conjuncta
Plusia conjuncta är en fjärilsart som beskrevs av Matsumura 1925. Plusia conjuncta ingår i släktet Plusia och familjen nattflyn. Inga underarter finns listade i Catalogue of Life.